# Lampa światła czarnego

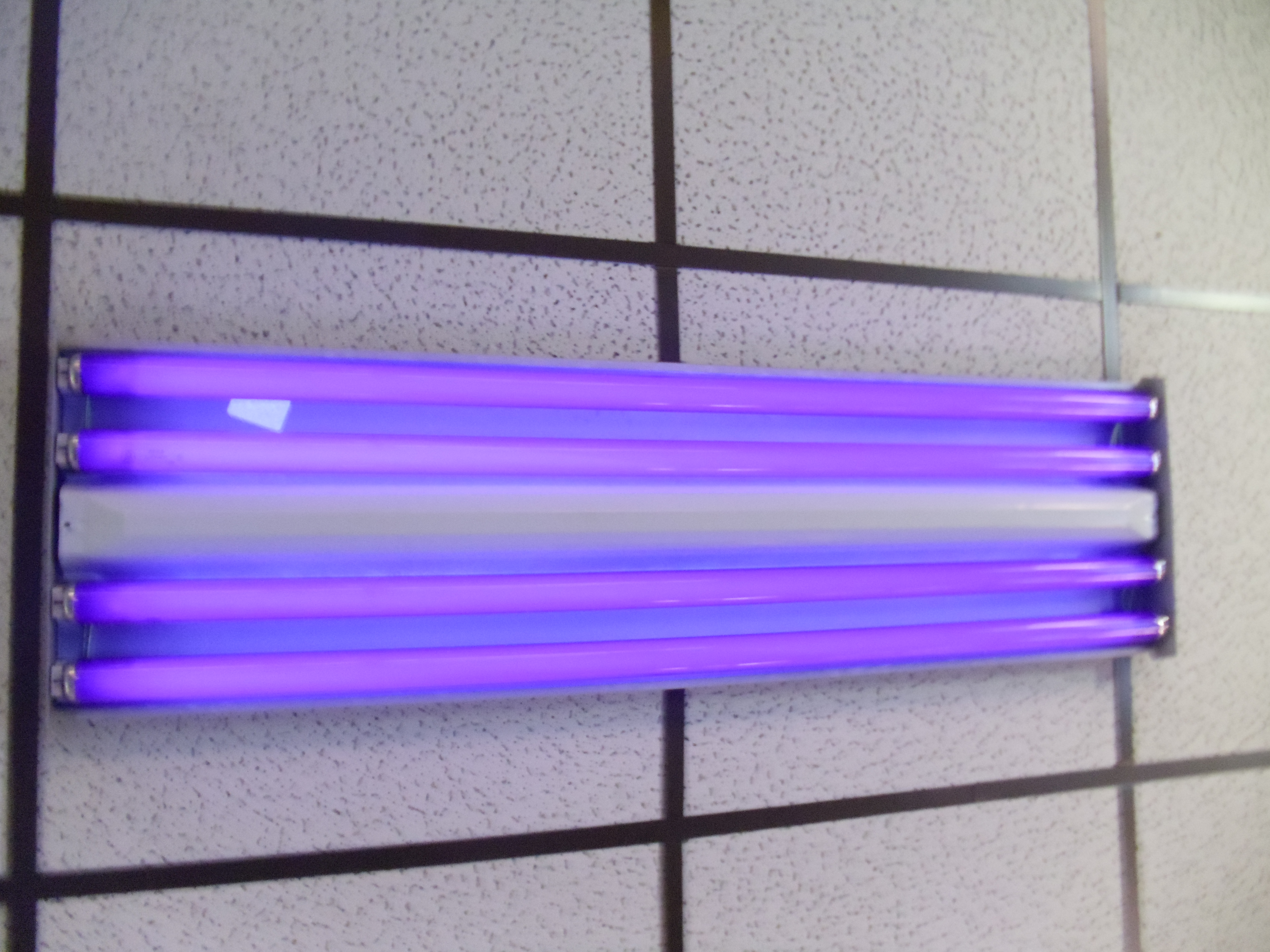
Cztery lampy F40T12/BLB 48 podczas pracy.

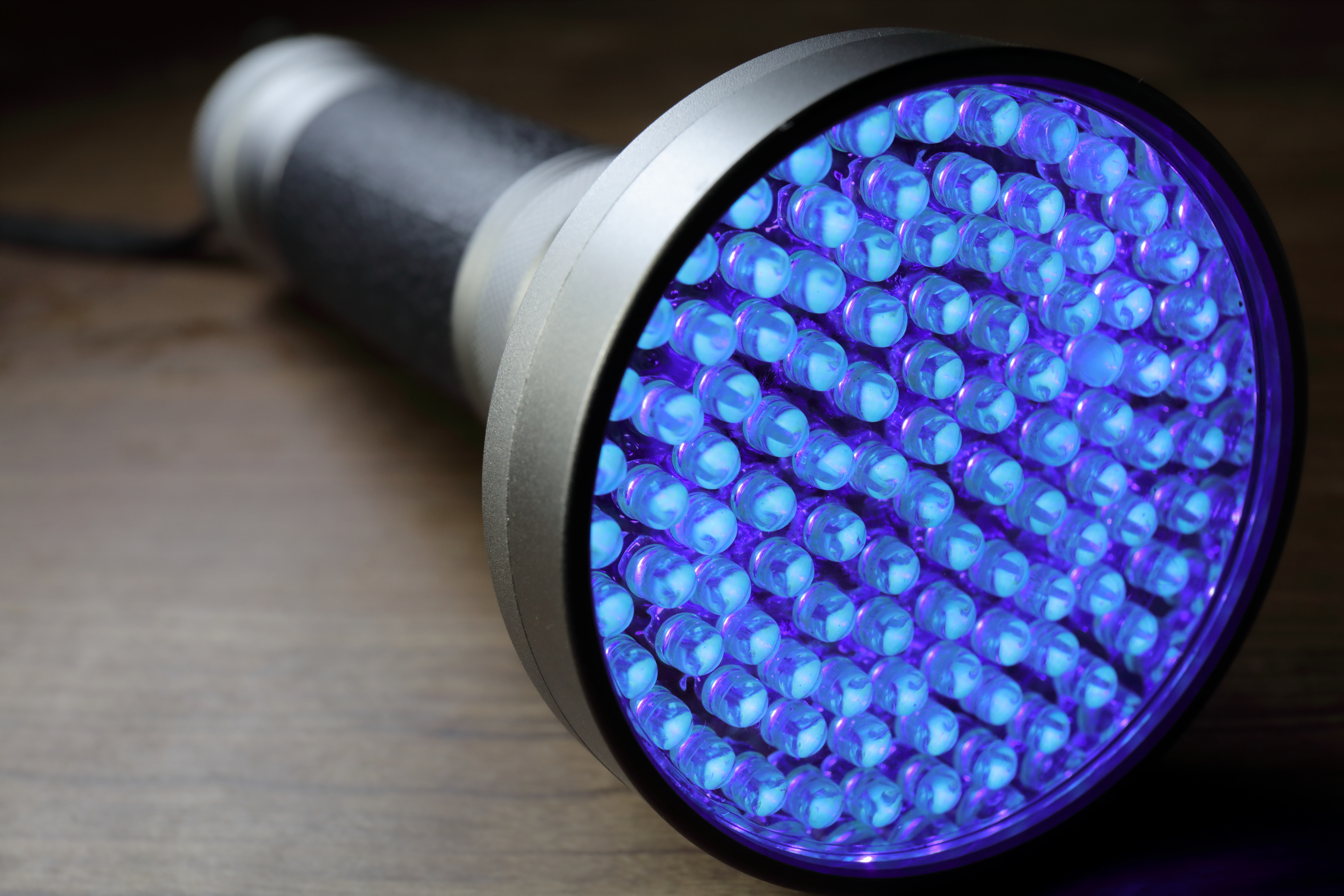
Diodowa lampa światła czarnego, widoczna niebieska poświata

Lampa światła czarnego – lampa emitująca długofalowe światło ultrafioletowe (UV-A), a mało lub wcale światła widzialnego. Lampy światła czarnego są lampami wyładowczymi i lampami LED.
Tradycyjne lampy lampy światła czarnego to lampy luminescencyjne. Wyróżnia się lampy pokryte filtrem   umieszczonym na lampie lub w obudowie lampy, blokującym większość światła widzialnego a przepuszczającym promieniowanie UV, dzięki czemu lampa podczas pracy świeci słabo fioletowo. Lampy wyposażone w ten filtr mają w oznaczeniu litery „BLB” ("blacklight blue"). Lampy bez materiału filtrującego wytwarzają więcej światła widzialnego i podczas pracy mają niebieską barwę, są oznaczone branżowym „BL”.